# 焼額山

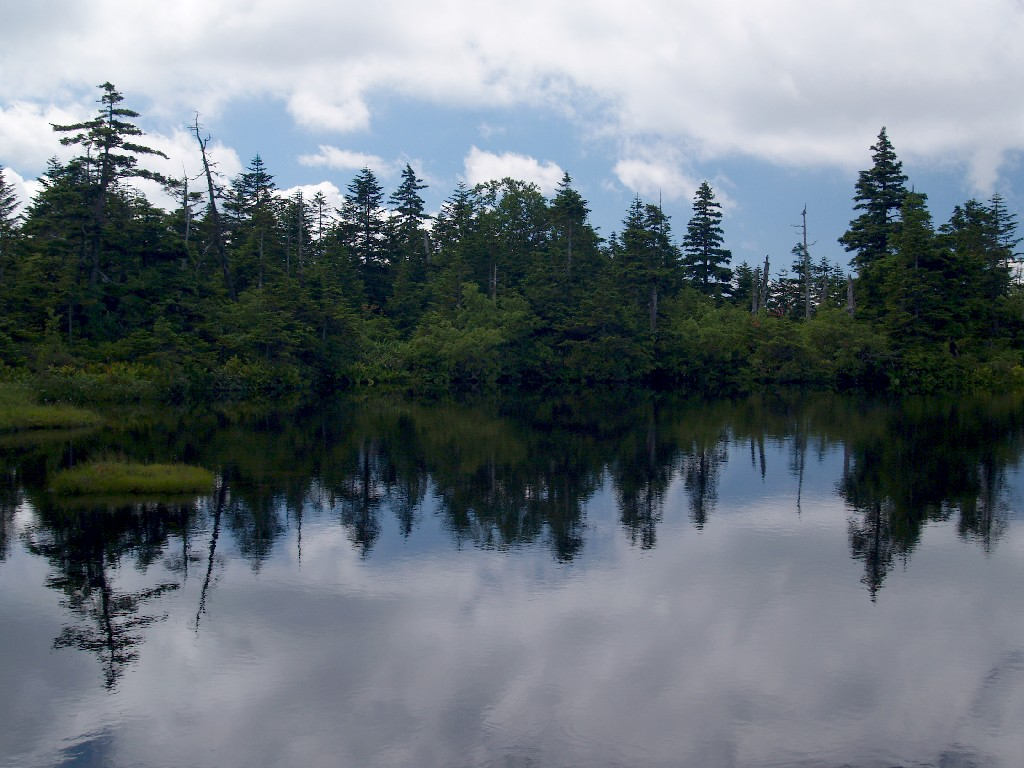
山頂の稚児池

焼額山（やけびたいやま）は、長野県下高井郡山ノ内町にある山である。標高2,009m。志賀高原を構成する山の一つである。
南東斜面に焼額山スキー場、北東斜面に奥志賀高原スキー場があり、志賀高原スキー場の一部となっている。西斜面は手付かずであり、山頂には「稚児池」と呼ばれる池と高層湿原がある。

## 登山
一の瀬寮前バス停から焼額山登山道入口に入り、焼額山山頂（稚児池）を通って、奥志賀高原ホテルバス停までのルート（全長7km）は「焼額山登山コース」として整備されている。
時期によっては（主に夏休みや紅葉シーズン）山頂付近までスキー場のゴンドラリフトを利用して簡単に登頂することができる。

## 焼額山スキー場
南東側斜面に、焼額山スキー場があり、1998年開催の長野オリンピックのアルペンスキー男女回転とスノーボード男女大回転の会場となった。志賀高原プリンスホテルがある。

## 奥志賀高原スキー場
北東斜面に奥志賀高原スキー場がある。

## 交通
- 奥志賀高原ゴンドラ
- 焼額山第1ゴンドラ（スキーシーズン以外は夏休み期間中のみ運行）

それぞれのゴンドラリフト乗り場へは、湯田中駅、もしくは長野駅からバス（長電バス）が運行されている。